# Kraina historyczna

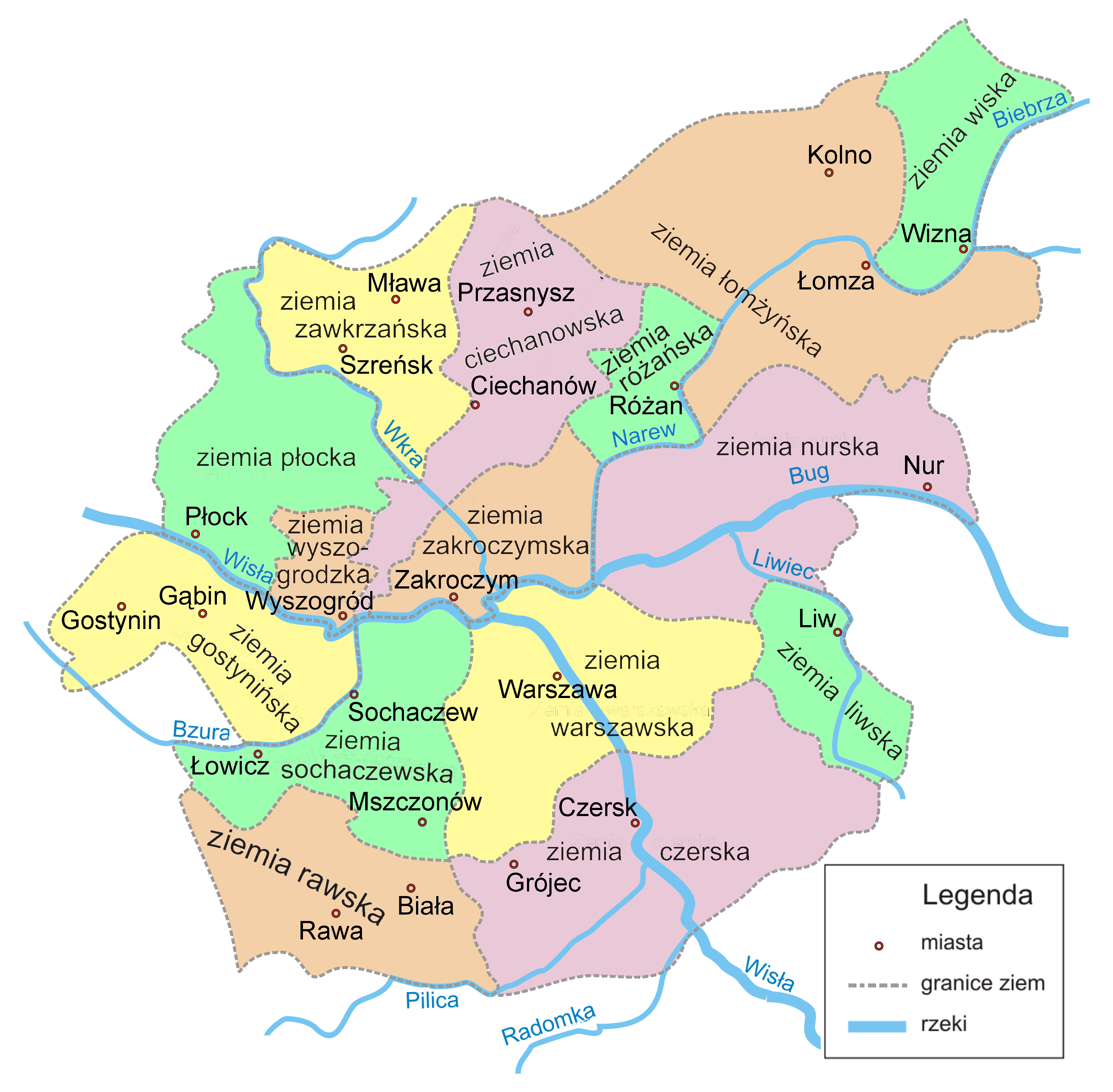
Kraina historyczna (Mazowsze)

Kraina historyczna – region obejmujący obszary powiązane wspólną (często przez kilkaset lat) historią, tradycją i kulturą, niekiedy także więzami gospodarczymi. Układ krain historycznych jest zwykle niezależny od aktualnego podziału terytorialnego.

## Opis
Na pojęcie krainy historycznej składa się szereg czynników, z których do najważniejszych zalicza się:
- czynnik etniczny – rezultat osadnictwa, które dało podłoże pierwotnej organizacji prawno-społecznej danego terytorium;
- czynnik polityczny – określający ramy przestrzenne organizującej dane terytorium władzy politycznej;
- czynnik kościelny – organizujący wtórnie terytorium krainy dla celów organizacji kościelnej[1].